# Distretto di Blantyre
Il distretto di Blantyre (Blantyre District) è uno dei ventisette distretti del Malawi, e uno dei dodici distretti appartenenti alla Regione Meridionale. Copre un'area di 2012 km² e ha una popolazione complessiva di 986.606 persone. La capitale del distretto è Blantyre (ab. 646.235 con l'aggl. urbano), principale polo economico del paese e seconda città più grande dopo la capitale Lilongwe.